# Piper faroense
Piper faroense är en pepparväxtart som beskrevs av Truman George Yuncker. Piper faroense ingår i släktet Piper och familjen pepparväxter. Inga underarter finns listade i Catalogue of Life.